# 2010年1月

## 1月31日
- 瑞士选手在2010年澳大利亚网球公开赛男单决赛中以3比0战胜了英国选手，贏得个人第4个男单冠军。BBC（页面存档备份，存于）
- 第40届世界经济论坛年会在瑞士达沃斯落下帷幕与会各界人士就全球经济恢复前景、金融体系改革、气候变化、海地重建等一系列全球关注的问题进行了广泛讨论。新华网（页面存档备份，存于）
- 埃及国家足球队在安哥拉罗安达举行的第27届非洲国家杯决赛中以1:0战胜加纳国家足球队，夺得冠军。新华网
- 第52届格莱美奖颁奖典礼在美国洛杉矶斯台普斯中心举行，美国歌手泰勒·斯威夫特以专辑《放手去爱》获得年度最佳专辑奖。新华网（页面存档备份，存于）

## 1月30日
- 美国选手塞雷娜·威廉姆斯在墨尔本举行的2010年澳大利亚网球公开赛女子单打决赛中战胜比利时选手贾斯汀·海宁，获得冠军。新华网（页面存档备份，存于）
- 非洲足联对多哥国家足球队因为在赛前遭遇袭击而退出非洲国家杯的比赛作出禁止其参加两届非洲国家杯的处罚。新华网（页面存档备份，存于）

## 1月29日
- 西班牙宣佈法定退休年齡由65歲提高至67歲，以防止社會保障系統崩潰。法新社
- 美國宣布對台軍售，向台灣售出總值64億美元的武器，但不包含F-16C/D與潛艦。中國外交部副部長何亞非向美國駐華大使洪博培提出嚴正交涉。大公報
- 香港土瓜灣發生馬頭圍道唐樓倒塌事件，一座五層高的唐樓突然全座倒塌，造成四人死亡，兩人受傷。https://web.archive.org/web/20100202133733/http://hk.news.yahoo.com/article/100130/3/gdih.html

## 1月28日
- 蘋果公司生產的平板電腦iPad面世。福克斯（页面存档备份，存于）
- 美國總統巴拉克·奧巴馬發表首份国情咨文。路透社（页面存档备份，存于）
- 美国参议院以70票支持，30票反对，确认本·伯南克连任主席。凤凰网（页面存档备份，存于）
- 美國宣布終止在2020年重返月球的計劃，省下的2300億美元有助削減龐大的財政赤字。國際在線（页面存档备份，存于）
- 日本丰田汽车公司因油门踏板存在安全隐患自21日起在美国、欧洲、中国等地累计召回742万辆汽车。太平洋汽车网（页面存档备份，存于）

## 1月27日
- 斯里蘭卡現任總統马欣达·拉贾帕克萨在該國三十年內戰結束後首次總統選舉中擊敗前任軍方總參謀長沙拉特·豐塞卡，成功連任。英國廣播公司（页面存档备份，存于）
- 蘋果電腦推出iPad平板電腦。https://web.archive.org/web/20100130164228/http://www.apple.com/pr/library/2010/01/27ipad.html
- 海地總統浦雷華宣佈，因震災因素，原定2月28日舉行的國會大選，將無限期延後。[來源請求]

## 1月26日
- 由执导的科幻片《阿凡达》超越其1997年执导的《泰坦尼克号》，成为全球票房收入最高电影。Hollywood Reporter（页面存档备份，存于）
- 圣基茨和尼维斯总理登齐尔·道格拉斯率领的执政党工党在25日举行的国民议会选举中赢得多数席位，将继续执政。华盛顿邮报[]

## 1月25日
- 埃塞俄比亚航空公司一架波音737-800型客机从黎巴嫩贝鲁特国际机场起飞后不久坠毁于地中海，机上90人失踪。路透
- 绰号“化学阿里”的伊拉克前国防部长阿里·马吉德被执行死刑，此前他因反人类罪、种族灭绝罪、战争罪等罪名4次被伊拉克的法院判处死刑。新民网（页面存档备份，存于）

## 1月24日
- 日本沖繩縣名護市市長選舉，反對美國駐日普天間飛行場自宜野灣市遷至的稻嶺進當選。朝日新聞
- 朝鮮人民軍總參謀部發言人發表聲明，指南韓國防部長官金泰榮「當北韓有核攻擊徵候時，將採取先發攻擊」的講話，為對北韓公開宣戰，並警告將對此採取果斷的軍事行動。中央廣播電台

## 1月23日
- 美國海軍陸戰隊把伊拉克西部、信仰遜尼派伊斯蘭教為主的安巴爾省的防務交還予伊拉克當局。法新社（页面存档备份，存于）

## 1月22日
- 尼什教區主教爱任纽當選塞爾維亞第45任牧首，接替去年去世的帕夫萊牧首。美國之音[永久]

## 1月21日
- 中國國家統計局發佈2009年國內生產總值33.5353萬億元人民幣，經濟增長達8.7%，成功完成「保八」目標。新華網（页面存档备份，存于）
- 美國國務卿希拉里·克林顿敦促开放网络自由拆除“电子墙”。美国之音
- 美国最高法院以5票对4票的结果，就联合公民诉联邦选举委员会案作出裁決，取消了针对企业和工会为美国政治竞选提供资金而设置的最高限额。BBC（页面存档备份，存于）

## 1月20日
- 繼黎克特制7强烈地震後，海地發生規模6.1餘震，暫無傷亡報告。明報（页面存档备份，存于）

## 1月19日
- 尼日利亚中部高原州首府乔斯市爆发基督教徒和穆斯林的血腥冲突已致近200人死亡。BBC（页面存档备份，存于）
- 日本最大的航空公司日本航空公司正式向东京地方裁判所申请破产保护。中国新闻网（页面存档备份，存于）
- 世界最大的糖果公司吉百利的董事会接受世界第二大食品公司卡夫食品提出的总价值约117亿英镑的收购要约。新浪网（页面存档备份，存于）
- 自12日海地首都太子港附近发生7.0级强烈地震以来，海地政府共埋葬了至少7.2万具地震遇难者的尸体。文汇网
- 美国共和党候选人斯科特·布朗在国会参议院的特别选举中当选为代表马萨诸塞州的参议员，使民主党失去在参议院的绝对多数地位。新华网（页面存档备份，存于）
- 中華民國最高法院檢察署檢察總長陳聰明被監察院以8票對3票通過彈劾案，下午主動請辭。自由時報

## 1月18日
- 1981年企圖行刺天主教教宗若望保祿二世的土耳其人莫梅特·阿里·阿加刑滿出獄。英國廣播公司（页面存档备份，存于）
- 乌克兰前总理维克托·亚努科维奇和现任总理尤利娅·季莫申科在17日举行的总统选举首轮投票中领先其它候选人，将共同进入第二轮投票。人民网（页面存档备份，存于）
- 海地地震8名中方遇难人员遗体启运回国。中国日报（页面存档备份，存于）
- 中華民國因應台北縣、台中縣市、台南縣市、高雄縣市升格直轄市，修改地方制度法，在混亂中過關，數名立法委員受傷。[來源請求]

## 1月17日
- 中国第二代北斗卫星导航系统的第三颗导航卫星在四川西昌卫星发射中心由长征三号丙运载火箭搭载升空。新华网（页面存档备份，存于）
- 智利反对派联盟总统候选人塞巴斯蒂安·皮涅拉在当天举行的总统选举第二轮投票中获胜，将成为新一任智利总统。新华网（页面存档备份，存于）
- 第67届金球奖颁奖典礼在美国贝弗利山希尔顿酒店举行，詹姆斯·卡梅隆执导的影片《阿凡达》获得剧情类最佳影片和最佳导演奖项。新华网（页面存档备份，存于）
- 烏克蘭舉行總統大選首輪選舉。[來源請求]

## 1月16日
- 日本執政黨民主黨幹事長小澤一郎在一名現任和兩名前任秘書因涉嫌收取政治獻金昨天被捕後，表明拒絕辭職。新華社（页面存档备份，存于）
- 香港立法會經過長達15輪近170多次提問，財務委員會以21比31正式通過對廣深港高速鐵路香港段撥款申請。這筆款項中，500多億元為建造工程、118億元為非建造工程，8600萬元為對菜園村居民的補償。[來源請求]

## 1月15日
- 非洲、印度洋、东欧、亚洲大部分地区出现日食，其中非洲中部、马尔代夫、印度南部、斯里兰卡北部、缅甸北部和中国中部等部分地区出现日环食。央视国际（页面存档备份，存于）

## 1月12日
- 中國搜尋網站百度懷疑被來自伊朗的黑客襲擊，引起中國網民攻擊伊朗網站報復。衛報（页面存档备份，存于）
- 面對部份國家受藥廠壓力誇大疫情的批評，世界衛生組織宣佈在甲型H1N1流感疫情結束後，檢討處理手法。路透社（页面存档备份，存于）
- 西藏自治区九届人大三次会议议程公布，其中包括表决自治区人大常委会主任列确和自治区主席向巴平措的辞职请求。中新網（页面存档备份，存于）
- 海地首都太子港附近發生黎克特制7.0級强烈地震，總統府、联合国海地稳定特派团大樓、医院等建筑受到嚴重破壞。英國廣播公司（页面存档备份，存于）
- 意大利的耶稣会传教士利玛窦在1602年为中国明朝万历皇帝制作的世界地图在美国华盛顿的国会图书馆展出，这是首份出现美洲的中文地图。新华网（页面存档备份，存于）BBC中文网（页面存档备份，存于）
- Google公司表示不愿继续按照中国政府的要求对谷歌中国的搜索结果进行审查，并将在未来几周与中国政府就此事进行讨论。google官方博客（页面存档备份，存于）BBC中文网（页面存档备份，存于）
- 中華民國立法院三讀通過《行政院組織法》修正案，行政院將於2012年（民國101年）1月1日起進行業務與組織調整。自由時報

## 1月11日
- 艾晓明和郭建梅获得2010年度西蒙·德·波伏娃奖。RFI（页面存档备份，存于）
- 中国科学院两名院士，数学家谷超豪和航天专家孙家栋获得2009年度中华人民共和国国家最高科学技术奖。新华网（页面存档备份，存于）
- 韩国总理郑云灿公布世宗市建设规划的修正案，全面废弃了这个新城市作为新首都的计划，修改为建设一个以教育科学为中心的经济城市。BBC中文网（页面存档备份，存于）新华网（页面存档备份，存于）
- 中國當日宣佈在境內成功進行了一次陸基中段反導彈攔截技術試驗。新華社（页面存档备份，存于）
- 智利正式签署加入经济合作与发展组织的协定，使其成为该组织第31个成员国，也是南美洲首个加入该组织的国家。凤凰网（页面存档备份，存于）经济合作与发展组织网站（页面存档备份，存于）

## 1月10日
- 美國總統巴拉克·奧巴馬表示，不會出兵到也門和索馬里。新華網（页面存档备份，存于）
- 克罗地亚反对党社会民主党候选人伊沃·约西波维奇在当天举行的总统选举第二轮投票中获胜，将成为新一任克罗地亚总统。国际在线（页面存档备份，存于）

## 1月9日
- 馬來西亞吉隆坡一家信義宗教堂被汽油彈襲擊，是當地法院裁定天主教徒可以使用安拉稱呼上帝後的第四宗。CNN（页面存档备份，存于）
- 准备参加2010年非洲国家杯比赛的多哥国家足球队乘坐的巴士在安哥拉卡宾达遭到武装团伙的袭击，造成1人死亡、9人受伤。多哥隨後決定退出比賽。新华网（页面存档备份，存于）The Sports Network
- 委內瑞拉總統烏戈·查韋斯宣佈把該國貨幣玻利瓦爾貶值17百分點。半島電視台（页面存档备份，存于）
- 阿富汗總統卡爾扎伊在人民院否決大部份內閣提名後提交了新的閣員名單。法新社
- 義大利南部羅薩諾的種族衝突結束，是次因向非洲勞工鎗擊又引發的事件中共有38人受傷。國際在線（页面存档备份，存于）
- 美國加利福尼亞州發生芮氏6.5級地震，造成市政廳損毀。[1]

## 1月8日
- 葡萄牙國會批准同性婚姻。德國之聲（页面存档备份，存于）
- 阿根廷法院裁定恢復被總統克里斯蒂娜·费尔南德斯·德基什内尔免職的中央銀行行長馬丁·雷德拉多的職務，同時政府要暫停動用外匯儲備償還今年到期的部分外債，直到國會重新考慮建議。國民報（页面存档备份，存于）

## 1月7日
- 日本副首相菅直人就任財政大臣，接替因健康理由辭職的藤井裕久。朝日新聞
- 日本捕鯨船與反捕鯨抗議船隻在怒濤中發生碰撞之後，澳洲政府今天面臨派遣巡邏船到南極海域的壓力。這起事件造成一名保育人士受傷。[來源請求]

## 1月6日
- 北爱尔兰最大的亲英国准军事组织阿尔斯特防卫协会宣布已将最后的武器交给一个国际解除武装机构，完全解除武装。美国之音中文网
- 連接土庫曼斯坦和伊朗的道拉塔巴德-撒拉漢斯-罕朗吉天然氣管開通。Press TV

## 1月5日
- 冰島總統奧拉維爾·拉格納·格里姆松宣佈拒絕簽署一項償還對英國和荷蘭存戶、總值57億美元債務的議案，並交由2月20日舉行公民投票決定議案的命運。英國廣播公司（页面存档备份，存于）英國廣播公司（页面存档备份，存于）
- 威爾斯北部、英格蘭北部和蘇格蘭連場大雪，各地交通癱瘓，多間學校停課，蘇格蘭部份地區錄得零下攝氏15度氣溫，氣象廳警告精況會持續。BBC（页面存档备份，存于）、BBC（页面存档备份，存于）
- 中國華北地區遭受大雪侵襲，首都北京錄得攝氏零下15.6度的二十年低溫。山東低至零下16度，而內蒙古更低至零下48度。亞洲電視
- 中华人民共和国湖南省湘潭县谭家山镇立胜煤矿发生一起井下电缆起火事故，造成25名矿工遇难。新华网 Archive.today的存檔，存档日期2013-04-28
- 中華民國立法院三讀通過「食品衛生管理法第十一條條文修正案」，明令美國牛內臟、絞肉、頭骨、腦、眼睛、脊髓等六項高風險部位禁止進口。聯合新聞網[] 華夏經緯網（页面存档备份，存于）
- 北半球因大氣循環系統遭到破壞和太陽黑子活動減少以及北極震盪，導致暴雪不斷，歐洲大陸幾近冰封，溫度創新低。[來源請求]
- 沙烏地阿拉伯宣佈擬建造高達1600公尺的王國塔(Kingdom Tower)，預計2020年完工啟用。yam蕃薯藤新聞（页面存档备份，存于）

## 1月4日
- 世界上最高的建筑、位于阿拉伯联合酋长国迪拜的摩天大楼哈利法塔举行落成典礼，正式对外开放。abcnews（页面存档备份，存于）凤凰网（页面存档备份，存于）
- 西北航空253號班機：
  - 美國要求來自古巴及其他十三個穆斯林國家的旅客接受更嚴格的安全檢查。法國國際電台（页面存档备份，存于）
  - 繼英國、美國後，西班牙、日本和法國先後關閉駐也門的大使館，防止受到基地組織的襲擊。新華網 Archive.today的存檔，存档日期2013-04-28新華網（页面存档备份，存于）都市日報 (英國)（页面存档备份，存于）
- 澳洲新南威爾斯發生水災，而西澳洲則發生山火。亞洲電視
- 唯一一位被日本政府所承认的曾遭遇过广岛、长崎两次原子弹爆炸的幸存者山口彊因胃癌在长崎市的医院病逝，享年93岁。腾讯（页面存档备份，存于）

## 1月3日
- 一名索馬里男子試圖襲擊五年前引發涉嫌侮辱伊斯蘭教先知穆罕默德的丹麥漫畫家庫爾特·魏斯特加德被警方槍傷拘捕。英國廣播公司（页面存档备份，存于）

## 1月1日
- 由中国和东盟10个成员国组成的中国―东盟自由贸易区正式启动，涵盖19亿人口，成为全球人口最多的自由贸易区。中国新闻网（页面存档备份，存于）
- 中国财政部停止征收三峡建设基金，原征收收入归入国家重大水利工程建设基金[2]。
- 巴基斯坦西北边境省一处村庄内的排球场遭到自杀式汽车炸弹袭击，造成至少95人死亡，100多人受伤。新华网（页面存档备份，存于）
- 挪威棋手馬格努斯·卡爾森在國際棋聯公布的2010年國際像棋棋手最新等級分位列男女總排名榜首位，成為象棋史上最年輕的世界第一。自由电子报[]
- 上月30日以來的豪雨導致巴西發生多宗泥石流，造成64人死亡。世界日報（页面存档备份，存于）
- 本年度第一個天文現象，月偏食，此次稱「藍月」。（下一次到2028年）[來源請求]
- 1月——匈牙利佩奇、德國埃森、土耳其伊斯坦堡成為歐洲文化之都。[來源請求]
- 1月——美國總統歐巴馬宣佈關閉關達納摩灣監獄的承諾到期。[來源請求]